# Leucobryum
Leucobryum, rod pravih mahovina iz porodice Dicranaceae, ponekad smješten u vlastitu porodicu Leucobryaceae, dio reda Dicranales. Postoji osamdesetak priznatih vrsta

## Vrste
1. Leucobryum acutifolium Cardot, 1904
2. Leucobryum aduncum Dozy & Molkenboer, 1854
3. Leucobryum albescens C. Müller, 1900
4. Leucobryum albicans Lindberg, 1863
5. Leucobryum albidum Lindberg, 1863
6. Leucobryum aneitense Brotherus & Watts, 1915
7. Leucobryum angustum Hampe, 1870
8. Leucobryum antillarum W. P. Schimper ex Bescherelle, 1876
9. Leucobryum arfakianum C. Müller ex Geheeb, 1898
10. Leucobryum argentinicum C. Müller, 1879
11. Leucobryum babetii Thériot & Potier de la Varde, 1932
12. Leucobryum ballinense Brotherus, 1916
13. Leucobryum bistratosum Brotherus, 1897
14. Leucobryum boivinianum Bescherelle, 1880
15. Leucobryum boninense Sullivant & Lesquereux, 1859
16. Leucobryum boryanum Bescherelle, 1880
17. Leucobryum bowringii Mitten, 1859
18. Leucobryum brevifolium E. B. Bartram, 1960
19. Leucobryum calycinum C. Müller, 1897
20. Leucobryum cambouei Cardot in Grandidier, 1915
21. Leucobryum cameruniae C. Müller ex Renauld & Cardot, 1900
22. Leucobryum candidum Wilson in J. D. Hooker, 1854
23. Leucobryum chevalieri Cardot & Thériot, 1911
24. Leucobryum chlorophyllosum C. Müller, 1851
25. Leucobryum clavatum Hampe, 1878
26. Leucobryum comorense C. Müller, 1876
27. Leucobryum congolense Cardot in Renauld & Cardot, 1900
28. Leucobryum crispum C. Müller, 1848
29. Leucobryum cruegerianum C. Müller, 1898
30. Leucobryum cucullatum Brotherus, 1894
31. Leucobryum flavo-mucronatum C. Müller, 1879
32. Leucobryum fouta-djalloni Paris & Cardot, 1902
33. Leucobryum fragile Herzog, 1909
34. Leucobryum galinonii Cardot & Paris, 1904
35. Leucobryum giganteum C. Müller, 1848
36. Leucobryum glaucum Ångström in Fries, 1845
37. Leucobryum goyazense Brotherus, 1895
38. Leucobryum gracile Sullivant, 1874
39. Leucobryum gunnii Brotherus & Watts, 1915
40. Leucobryum heterodictyon Bescherelle, 1891
41. Leucobryum homalophyllum Brotherus, 1890
42. Leucobryum humillimum Cardot, 1901
43. Leucobryum imbricatum Brotherus, 1899
44. Leucobryum incurvifolium C. Müller, 1897
45. Leucobryum isleanum Bescherelle, 1880
46. Leucobryum javense Mitten, 1859
47. Leucobryum juniperoideum C. Müller, 1845
48. Leucobryum laminatum Mitten, 1861
49. Leucobryum letestui Potier de la Varde, 1925
50. Leucobryum leucophanoides C. Müller, 1886
51. Leucobryum macro-falcatum C. Müller, 1897
52. Leucobryum madagassum Bescherelle, 1880
53. Leucobryum martianum Hampe ex C. Müller, 1843
54. Leucobryum mayottense Cardot, 1901
55. Leucobryum microcarpum C. Müller, 1879
56. Leucobryum molliculum Brotherus, 1894
57. Leucobryum neocaledonicum Duby ex Bescherelle, 1873
58. Leucobryum pachyphyllum C. Müller, 1896
59. Leucobryum parvulum Cardot, 1904
60. Leucobryum perangustum Bescherelle, 1902
61. Leucobryum perrotii Renauld & Cardot in Renauld, 1891
62. Leucobryum polakowskyi Cardot, 1901
63. Leucobryum pseudomadagassum Cardot, 1904
64. Leucobryum pungens C. Müller, 1874
65. Leucobryum rehmannii C. Müller, 1899
66. Leucobryum rugosum Mitten, 1868
67. Leucobryum sanctae-mariae Cardot, 1904
68. Leucobryum sanctum Hampe, 1843
69. Leucobryum scabrum Sande Lacoste, 1866
70. Leucobryum seemannii Mitten in Seemann, 1873
71. Leucobryum sericeum Brotherus ex Geheeb, 1898
72. Leucobryum sordidum Ångström, 1876
73. Leucobryum sphagnoides Cardot in Paris, 1905
74. Leucobryum strictum C. Müller ex Britton, 1896
75. Leucobryum subandinum Herzog, 1909
76. Leucobryum subchlorophyllosum Hampe, 1876
77. Leucobryum subobtusifolium B. H. Allen, 1992
78. Leucobryum sumatranum Brotherus ex Fleischer, 1904
79. Leucobryum tahitense Ångström, 1873
80. Leucobryum tumidum Herzog, 1909
81. Leucobryum turgidulum C. Müller, 1900
82. Leucobryum uleanum Brotherus, 1906
83. Leucobryum wattsii Brotherus, 1916
84. Leucobryum wightii Mitt.